# Signalizace (telekomunikace)
V telekomunikacích má signalizace následující významy:
- používání signálů pro řízení komunikace
- výměna těch informací, které slouží k vytváření, rušení a ovládání telekomunikačních okruhů a správu sítě (včetně účtování hovorů), nikoli ke komunikaci účastníků
- posílání signálu z jednoho konce telekomunikačního okruhu pro informování uživatele na druhém konci, že má být poslána zpráva.

Signalizační systémy mohou být klasifikovány podle svých základních vlastností, popsaných níže:

## Účastnická a síťová signalizace
Účastnická signalizace je signalizace mezi telefonem a telefonní ústřednou.
Síťová signalizace je signalizace mezi ústřednami.

## In-band a out-of-band signalizace
Signalizace v přenosovém kanálu (anglicky in-band signaling) je přenášena stejným kanálem jako telefonní hovor. Příkladem je Tónová volba (DTMF), která se v současnosti používá na většině telefonních linek k účastníkovi.
Signalizace mimo přenosový kanál (anglicky out-of-band signaling) je telekomunikační signalizace na vyhrazeném kanále odděleném od telefonní hovoru. Out-of-band signalizace se používá v Signalizačním systému č. 7 (SS7), což je současný standard pro signalizaci mezi ústřednami používaný prakticky v celém světě po dobu přibližně 20 let.

## Linková a registrová signalizace
Linková signalizace slouží pro přenos informací o stavu linky nebo kanálu, jako je zavěšeno, obsazeno, které se označují jako dohlížecí, vyzváněcí proud (vyzvánění), a recall. V polovině 20. století byly dohlížecí signály na meziměstských linkách v Severní Americe obvykle in-band, například tónem o kmitočtu 2600 Hz, což vyžaduje pásmovou zádrž aby se zabránilo rušení. Na konci století všechny dohlížecí signály byly out-of-band. S příchodem digitálních linek začaly být dohlížecí signály přenášeny prostředky, které poskytuje digitální spoj.
Registrová signalizace je určena k přenosu adresní informace jako je telefonní číslo volaného nebo volajícího. V počátcích telefonie v manuálních ústřednách se adresní informace sdělovala hlasem, jako „Prosím spojte mi pana Kováře“. V první polovině 20. století se pro zadávání adresní informace používala rotační číselnice, která krátce přerušuje linkový proud – tak zvaná pulzní volba, přičemž adresa je určena počtem impulzů. Ve druhé polovině nebo poslední čtvrtině 20. století se přešlo na adresní signalizace pomocí tónové volby.

## Channel-associated a common-kanál signalizace
Signalizace přidružená k (hovorovému nebo přenosovému) kanálu (anglicky Channel-associated signaling, CAS) – signalizační kanál je používán pro jediný přenosový kanál.
Signalizace společným kanálem (anglicky Common-channel signaling, CCS) – signalizační kanál přenáší signalizační informace pro několik přenosových kanálů. Tyto přenosové kanály proto mají společný signalizační kanál.

## Vázaná signalizace
Vázaná signalizace (anglicky Compelled signalling), případně použití vázaného kódu při signalizaci, znamená signalizaci, kde příjem každého signálu musí být explicitně potvrzen příjemcem, než je možné poslat další signál.
Většina forem registrové signalizace R2, která se používala v Evropě, byla vázaná signalizace, na rozdíl od signalizace R1 používané v Severní Americe.
Termín se používá pouze u signalizačních systémů, ve kterých se používají diskrétní signály (např. kombinaci tónů pro označení číslice). U signalizačních systémů, které jsou založeny na výměně zpráv (jako SS7 a ISDN Q.931), může každá zpráva přenášet větší množství informací (např. několik číslic telefonního čísla) nemá tato vlastnost význam.

## Klasifikace
Každý signalizační systém může být charakterizován podle každé z výše uvedených vlastností. Například:
- Tónová volba je in-band, registrový signalizační systém s asociovaným kanálem. Není compelled.
- Signalizační systém č. 7 (např. TUP nebo ISUP) je out-of-band signalizační systém se společným kanálem, který zahrnuje jak linkovou tak registrovou signalizaci.
- Tarifní impulzy (v různých zemích se používají pulzy o kmitočtu 50 Hz, 12 kHz nebo 16 kHz posílané ústřednou do veřejných telefonních přístrojů nebo tarifních počitadel) jsou out-of-band (protože nespadají do kmitočtového rozsahu používaného pro přenos telefonního signálu, 300-3400 Hz) a channel-associated. Většinou autorů jsou považovány za linkovou signalizaci.
- Signalizace EM (E&M) je out-of-band channel-associated signalizační systém. Základní systém je určen pro linkovou signalizaci, ale pokud se používají desítkové pulzy, může také přenášet registrové informace. Obvykle se ale linková signalizace E&M používá spolu s registrovou signalizací DTMF.
- Naproti tomu, signalizační systém L1 (který typicky využívá různě dlouhé tóny o kmitočtu 2280 Hz) je in-band channel-associated signalizační systém, stejně jako SF 2600 Hz systém dříve používaný ve firmě Bell System.
- Signalizační systémy nazývané Loop start, ground start, obracení polarity a systémy s obracením polarity impulzů jsou všechny stejnosměrné, tedy out-of-band, a channel-associated, protože stejnosměrný proud se objevuje na okruhu použitém pro přenos hovoru.

Signalizační systémy se společným kanálem jsou ze své podstaty out-of-band; in-band signalizační systémy používají vždy signalizaci přidruženou k přenosovému kanálu. Existují však i out-of-band signalizační systémy, která jsou channel-associated (např. tarifní impulzy).